# CALML6
CALML6 (англ. Calmodulin like 6) – білок, який кодується однойменним геном, розташованим у людей на 1-й хромосомі. Довжина поліпептидного ланцюга білка становить 181 амінокислот, а молекулярна маса — 20 690.
| 10         |  | 20         |  | 30         |  | 40         |  | 50         |
| ---------- |  | ---------- |  | ---------- |  | ---------- |  | ---------- |
| MGLQQEISLQ |  | PWCHHPAESC |  | QTTTDMTERL |  | SAEQIKEYKG |  | VFEMFDEEGN |
| GEVKTGELEW |  | LMSLLGINPT |  | KSELASMAKD |  | VDRDNKGFFN |  | CDGFLALMGV |
| YHEKAQNQES |  | ELRAAFRVFD |  | KEGKGYIDWN |  | TLKYVLMNAG |  | EPLNEVEAEQ |
| MMKEADKDGD |  | RTIDYEEFVA |  | MMTGESFKLI |  | Q          |  |            |

A: Аланін

C: Цистеїн

D: Аспарагінова кислота

E: Глутамінова кислота

F: Фенілаланін

G: Гліцин

H: Гістидин

I: Ізолейцин

K: Лізин

L: Лейцин

M: Метіонін

N: Аспарагін

P: Пролін

Q: Глутамін

R: Аргінін

S: Серин

T: Треонін

V: Валін

W: Триптофан

Білок має сайт для зв'язування з іонами металів, іоном кальцію. 
Локалізований у цитоплазмі, ядрі.